# Chris Mahoney
Christopher John Mahoney (ur. 2 stycznia 1959 w Londynie) – brytyjski wioślarz, srebrny medalista igrzysk olimpijskich i mistrzostw świata.

## Kariera
Kształcił się w Oriel College Uniwersytetu Oksfordzkiego.  Trzykrotnie brał udział w The Boat Race: w latach 1979-1981 odnosił zwycięstwa. 
Wystąpił na igrzyskach olimpijskich w Moskwie w 1980, gdzie osada Wielkiej Brytanii w składzie: Duncan McDougall, Allan Whitwell, Henry Clay, Chris Mahoney, Andrew Justice, John Pritchard, Malcolm McGowan, Richard Stanhope i Colin Moynihan (sternik) zdobyła srebrny medal w ósemkach. W finale uplasowali się o 2,87 sekundy za osadą NRD i o 0,74 sekundy przed osadą ZSRR. Na rozgrywanych cztery lata później igrzyskach olimpijskich w Los Angeles w tej samej konkurencji zajął piąte miejsce. 
W ósemkach zdobył także srebro na mistrzostwach świata w Monachium (1981). 
Po zakończeniu kariery pracował między innymi jako broker i analityk. W 2002 został dyrektorem generalnym działu agronomii w spółce Glencore. 